# کازواکی کوئزوکا
کازواکی کوئزوکا (انگلیسی: Kazuaki Koezuka؛ زادهٔ ۱۰ فوریهٔ ۱۹۶۷) بازیکن فوتبال اهل ژاپن است.
از باشگاه‌هایی که در آن بازی کرده‌است می‌توان به باشگاه فوتبال گامبا اوساکا اشاره کرد.